# جشمة سيب دلي غردو السفلي (مارغون)
جشمة سیب دلي غردو السفلی (بالفارسية: چشمه سیب دلی گردو سفلی) هي قرية تقع في إيران في قسم مارغون الريفي. يقدر عدد سكانها بـ 29 نسمة .